# Георги Михайлов (кмет)
Вижте пояснителната страница за други личности с името Георги Михайлов.
Георги М. Михайлов е български инженер, партиен и стопански деец.

## Биография
Роден е на 5 септември 1932 година в Кюстендил. Завършва Висшето народно военно училище „Генерал Благой Иванов“ (1953) и Хидротехническия факултет на ВИАС (1961). Член на БКП от 1956 г.
Главен инженер и началник на Окръжната строителна организация и началник на Строителния район в Кюстендил (1963-1968). През 1968 – 1971 г. е главен инженер на Окръжната проектантска организация.
Заместник-председател е на Изпълнителния комитет на Окръжен народен съвет в Кюстендил в периода 1971 – 1979 г. и от 1985 г. На 25 март 1979 г. е избран за председател на Изпълнителния комитет на Общинския народен съвет в Кюстендил и заема длъжността до 6 юли 1985 г. По време на управлението му започва проектирането на язовир „Кюстендил“, реконструкция на главния път Ябълково – Кюстендил. Строи се обходният път на града. През 1981 г. е открита сградата на Кюстендилския драматичен театър. Построени са нови административни сгради на „ВиК“, „Енергоснабдяване“, „Кюстендилски строител“, Пътното управление, прави се ремонт на цървата „Успение Богородично“. Построени са сградите на I ОУ „Св. св. Кирил и Методий“, детски градини № 5, 6, 7 и 10, Строителния техникум, санаториума в Хисарлъка, хотел „Велбъжд“, сградата на център „Знаме на мира“. През мандата му по решение на Окръжния комитет на БКП е съборена сградата на читалище „Братство“ в центъра на Кюстендил.
Носител на ордени „9 септември 1944 г.“, „Червено знаме на труда“ и „Народен орден на труда“, златен.